# 후지사카촌
후지사카촌(藤坂村)은 아오모리현 가미키타군에 설치되었던 촌이다. 현재의 도와다시에 해당한다.

## 연혁
- 1889년 4월 1일 - 정촌제 시행과 함께 후지사카촌이 성립하였다.
- 1955년 2월 1일 - 가미키타군 산본기정, 오후카나이촌과 합병해 산본기시로 승격하여 폐지하였다.

## 시설
- 후지사카 우체국
- 후지사카 중학교
- 후지사카 초등학교